# Ruisseau de Cassignol
Le ruisseau de Cassignol, ou du Cassignol, est un ruisseau du sud de la France, dans le département de la Haute-Garonne et un sous-affluent de la Garonne par l'Ariège.

## Géographie
De 11,6 km de longueur, le ruisseau de Cassignol prend sa source sur la commune de Montbrun-Lauragais dans la Haute-Garonne et se jette dans l'Ariège en rive droite sur la commune de Portet-sur-Garonne.

## Départements et communes traversés
- Haute-Garonne : Lacroix-Falgarde, Pinsaguel, Portet-sur-Garonne, Montbrun-Lauragais, Corronsac, Goyrans, Aureville, Rebigue.

## Principaux affluents
- Ruisseau le Menjot : 3,1 km
- Ruisseau du Pont de Lainaut : 3,1 km
- Ruisseau des Merigues : 2,6 km
- Ruisseau de Réganel : 5,9 km